# Omar Berdiýew
Omar Ärnyýazowiç Berdiýew (25 giugno 1979 – 6 gennaio 2023) è stato un calciatore turkmeno, di ruolo centrocampista. È morto a soli 44 anni.

## Carriera

### Nazionale
Ha debuttato in Nazionale il 30 ottobre 1999, in Emirati Arabi Uniti-Turkmenistan (3-1). Ha messo a segno la sua prima rete con la maglia della Nazionale il 19 novembre 2003, in Turkmenistan-Afghanistan (11-0), in cui ha siglato la rete del momentaneo 6-0 al minuto 42. Ha collezionato in totale, con la maglia della Nazionale, 39 presenze e una rete.

## Palmarès

### Club

#### Competizioni nazionali
- Campionato di calcio del Turkmenistan: 2

Köpetdag Aşgabat: 2000
Nisa Aşgabat: 2003
- Coppa del Turkmenistan: 2

Köpetdag Aşgabat: 2000, 2001